# Claude Gensburger
Claude Gensburger (26 juin 1929, Mulhouse-26 mai 2009, Strasbourg) est un rabbin français, aumônier militaire et historien du judaïsme.

## Éléments biographiques
Claude Gensburger est né en 1929à Mulhouse, Haut-Rhin. Il est le fils de Jules Gensburger et de Jeanne Lévy.

### Rabbinat
Il fait ses études rabbiniques au Séminaire israélite de France (SIF).

#### Sélestat
Il est rabbin de Sélestat, Bas-Rhin, de 1955 à 1961.

#### Haguenau
Il devient ensuite rabbin de Haguenau, Bas-Rhin, de 1961 à 1966. Il succède à Haguenau au Grand-rabbin Edmond Schwob.

#### Saverne
À partir de 1966, il est rabbin régional responsable de Saverne, Bas-Rhin. Il occupe cette position jusqu'en 2003.

### Aumônier militaire
Il devient aumônier militaire concordataire en 1971 à Strasbourg.

### Historien du judaïsme
Claude Gensburger est un historien du judaïsme. Une présentation qu'il fait porte sur la situation passée et présente de la communauté juive de Strasbourg. Il écrit aussi sur l'histoire de Mulhouse.

### Retraite à Strasbourg
Il est décédé le 26 mai 2009, à l'âge de 79 ans. Il est enterré le lendemain au cimetière de Westhoffen, Bas-Rhin.